# Alto Mira
Alto Mira (Crioulo cabo-verdiano, ALUPEC: Altu Mira, Crioulo do Santo Antão: Alt' Mira) é uma aldeia do município de Porto Novo na zona noroeste da ilha do Santo Antão, em Cabo Verde. A aldeia localiza-se em uma planalto. Este de aldeia este Moroços e uma parque natural.
O aldeia duvida-se em localidades, Chã de Orgueiro, Chã Queimada, Fajal, Chazinha, Dominguinhas, Chã de Asno, Chã de Morro Preto, Clementino e Chã de Branquinho.
Flora endémica incluido-se Tornabenea insularis.
O Furacão Fred devastada-se fazendas de carotas e tomatas em Setembro de 2015.

## Vilas próximos ou limítrofes
- Ribeira da Cruz - oeste